# James Lowe
James Frances Rawiri Lowe (Nelson, 8 luglio 1992) è un rugbista a 15 neozelandese, internazionale per l'Irlanda, che gioca come tre quarti ala nel Leinster.

## Biografia
Lowe si formò rugbisticamente nel Nelson college, istituto della sua città natale. Terminata la scuola, disputò il campionato della regione di Nelson nelle file del Waimea Old Boys club. Nel 2012 fu messo sotto contratto da Tasman, squadra nella quale giocò per sei stagioni raggiungendo tre volte la finale dell'ITM Cup senza, però, mai vincerla. Le sue prestazioni gli valsero l'inclusione nella rosa dei Chiefs per il Super Rugby 2014. Rimase nella franchigia neozelandese fino al 2017, anno in cui si traferì in Irlanda al Leinster. Nella sua prima stagione nel nuovo club conquistò il Pro14 2017-2018, venendo nominato nel dream team del torneo, e l'European Rugby Champions Cup 2017-2018. A questi titoli si aggiunsero tre vittorie consecutive del Pro14 tra il 2018 ed il 2021. Fu, con dieci mete, il miglior marcatore dell'European Rugby Champions Cup 2021-2022, dove il Leinster fu sconfitto in finale da La Rochelle.
A livello internazionale, Lowe rappresentò la selezione scolastica neozelandese nel 2010. Fu convocato per la prima volta nei Māori All Blacks in occasione del loro tour in Giappone del 2014, dove giocò due incontri. Tra il 2016 ed il 2017 ottenne altre quattro presenze, tra cui quella nella sfida ai British Lions nel corso della loro tournèe in Nuova Zelanda. Divenuto eleggibile per l'Irlanda grazie ai tre anni di residenza nel paese, fece il suo esordio internazionale, segnando una meta, contro il Galles nella prima giornata dell'Autumn Nations Cup. Nei due anni successivi giocò altri tredici incontri disputando le edizioni 2021 e 2022 del Sei Nazioni, risultando il miglior marcatore nella seconda. Fu titolare in tutte le partite del Sei Nazioni 2023, vinto dalla nazionale irlandese conquistando il Grande Slam.

## Palmarès
- Pro14: 4
Leinster: 2017-18, 2018-19, 2019-20, 2020-21
- Champions Cup: 1
Leinster: 2017-18